# Saprosites subterraneus
Saprosites subterraneus är en skalbaggsart som beskrevs av Rudolph Petrovitz 1976. Saprosites subterraneus ingår i släktet Saprosites och familjen Aphodiidae. Inga underarter finns listade i Catalogue of Life.